# NK Janjevo Kistanje
NK Janjevo je hrvatski nogometni klub iz Kistanja u Šibensko-kninskoj županiji. 
Trenutačno se natječe u 1. ŽNL Šibensko-kninskoj. 

## Povijest
Do 1995. godine u Kistanju je postojao nogometni klub NK Bukovica Kistanje, koji se odlaskom srpskog stanovništva gasi. Naseljavanjem Janjevaca s Kosova, novi stanovnici Kistanja osnivaju novi nogometni klub, koji su nazvali po Janjevu, mjestu s kojeg su se doselili.
Nakon pet godina izbivanja, 2013. godine se vraćaju u ŽNL te u sezoni 2013./14. trenutno zauzimaju 6. mjesto.
Velik uspjeh ostvaruju ulaskom u finale Županijskog kupa Šibensko-kninske županije. Na putu do finala ostvarili su pobjede u četvrtfinalu odigranom u Kninu protiv domaće Dinare s 3:1 te u polufinalu u Kistanjama gdje su s uvjerljivih 5:0 nadigrali NK Mihovil te tako izborili finale na Šubićevcu protiv NK Vodica.